# キューピッド (スケドーニ)
『キューピッド』（伊: Cupido、英: Cupid）、または『風景の中のキューピッド』（ふうけいのなかのキューピッド、露: Амур в пейзаже、英: Cupid in a Landscape）は、17世紀イタリア・バロック期の画家バルトロメオ・スケドーニがキャンバス上に油彩で制作した絵画である。世俗的な主題を扱わなかったスケドーニの作品中、キューピッドを主題とした作品は例外であるが、現存しているおびただしい複製や模写作品がその名声を証だてている。ナポリのカポディモンテ美術館にオリジナル作品があり、サンクトペテルブルクのエルミタージュ美術館にはオリジナル作品にもとづいた画家自身による複製のうちの1点が所蔵されている。

## 作品
ギリシャ神話において、有翼の神は愛の神を表すエロスに始まった。古代ローマでは、有翼の神は人々を守り、庇護する守護神のイメージと重ねられた。初期キリスト教時代においては、天使はこの姿で描かれていた。古代信仰とキリスト教を関連づけようとするルネサンス美術では、有翼の幼児像 (プット) は天使として聖母マリアや聖人たちの周囲を浮遊していることもあれば、神話、または歴史上の人物の周囲を古代の神として浮遊する。
ヴィーナスの息子キューピッドの翼は移り気を象徴し、彼の弓矢は人間と神の両者に愛という癒すことのできない傷を負わせる。スケドーニはキューピッドを木陰の中に表しており、彼は武器を木に掛けて、沈黙のしるしに指を唇に当て、休息している。自然主義的に描かれた暗い風景の中に穏やかに横たわるキューピッドは、滑らかに包み込むような筆遣いと、光と影を対比させる明暗法を効果的に用いて表されている。典雅なしぐさと、やわらかく造形されたキューピッドの身体の優美な姿には、スケドーニがルネサンス期のコレッジョやマニエリスム期のパルミジャニーノのような巨匠から学んだ教えの影響が見られる。
カポディモンテ美術館にあるオリジナル作品は最近修復され、優雅な筆遣いや肌の柔らかさが一段と甦った。これらはコレッジョの画風と類似している。また、修復の結果として、巧妙な明暗法を駆使して描かれた風景における色彩のスフマートの効果がいっそう明らかとなった。これは後につづくグエルチーノの先駆けともいえる。

## 歴史
カポディモンテ美術館の作品は、おそらくジャック・ジョフレ侯爵のコレクションに由来する。彼は、第5代パルマ公となるオドアルド1世・ファルネーゼのフランス語教師であったが、やがて宮廷顧問を経て最終的にパルマ公国の有力な重心にまで上り詰めた。しかし、1650年、ラヌッチョ2世・ファルネーゼの命により、彼は財産を没収され、死刑を宣告された。その後、作品は所在を転々とし、1680年にはパルマのジャルディーノ宮の財産目録に見られる。さらに、作品はファルネーゼ家の末裔エリザベッタ・ファルネーゼの息子カルロに相続され、1734年にナポリ王 (後のスペイン王カルロス3世) に即位した彼によりナポリに移された。
エルミタージュ美術館にある作品はナポレオンの皇后ジョゼフィーヌのマルメゾン城にあったもので、1814年にエルミタージュ美術館が購入した。